# Рјоичи Кавакацу
Рјоичи Кавакацу (јап. 川勝 良一; Кјото, 5. април 1958) бивши је јапански фудбалер.

## Каријера
Током каријере је играо за Toshiba, Јомиури, Кјото Шико и Tokyo Gas.

## Репрезентација
За репрезентацију Јапана дебитовао је 1981. године. За тај тим је одиграо 13 утакмица.

## Статистика
| Јапан  | Јапан   | Јапан  |
| Година | Наступи | Голови |
| ------ | ------- | ------ |
| 1981.  | 10      | 0      |
| 1982.  | 3       | 0      |
| Укупно | 13      | 0      |